# Мерц, Иван (святой)
Иван Мерц (хорв. Ivan Merz) — блаженный Римско-Католической Церкви, молодёжный деятель, основатель литургического движения в Хорватии и молодёжного движения «хорватский союз Орлов». Родился 16 декабря 1896 года в Баня-Лука, Босния (в то время — Австро-Венгрия), умер 10.05.1928 года (Загреб, Хорватия).

## Биография
Иван Мерц родился 16 декабря 1896 года в городе Баня-Лука, Босния в богатой, либеральной семье предположительно немецкого происхождения. Отец — военнослужащий Мориц Мерц (Moritz Merz), уроженец Чехии. Мать носила созвучную фамилию: Тереза Мерш (Teresa Mersch), уроженка венгерского города Надьканижа . В 1914 году Иван окончил среднюю школу, после чего поступил в военное училище, но через три месяца его оставил и поступил в Университет в Вене. В 1915 году был призван в армию, чтобы участвовать в военных сражениях Первой мировой войны.
В 1919—1920 годах продолжил своё обучение в Венском Университете на философском факультете. В октябре 1920 года поселился в Париже, где посещает лекции в Сорбонне и Католическом институте, одновременно готовя докторскую диссертацию.
В 1923 году он защищает свой докторский диплом в Университете Загреба по теме «Влияние литургии на французских писателей». После защиты докторской диссертации его приняли на должность профессора в архиепископскую гимназию, где он проработал до самой смерти в 1928 году.
Иван Мерц активно участвовал в хорватском молодёжном католическом движении «Хорватские орлы» («Hrvatski orlovi»), уделяя особое значение единению местной католической общины со Святым Престолом и духовному развитию католической молодёжи.
Иван Мерц умер 10 мая 1928 года. Его мощи находятся в базилике Святого Сердца Иисуса в Загребе, Хорватия.

## Канонизация
22 июня 2003 года римский папа Иоанн Павел II причислил Ивана Мерца к лику блаженных как пример христианской жизни для молодёжи.